# 清华大学物理系

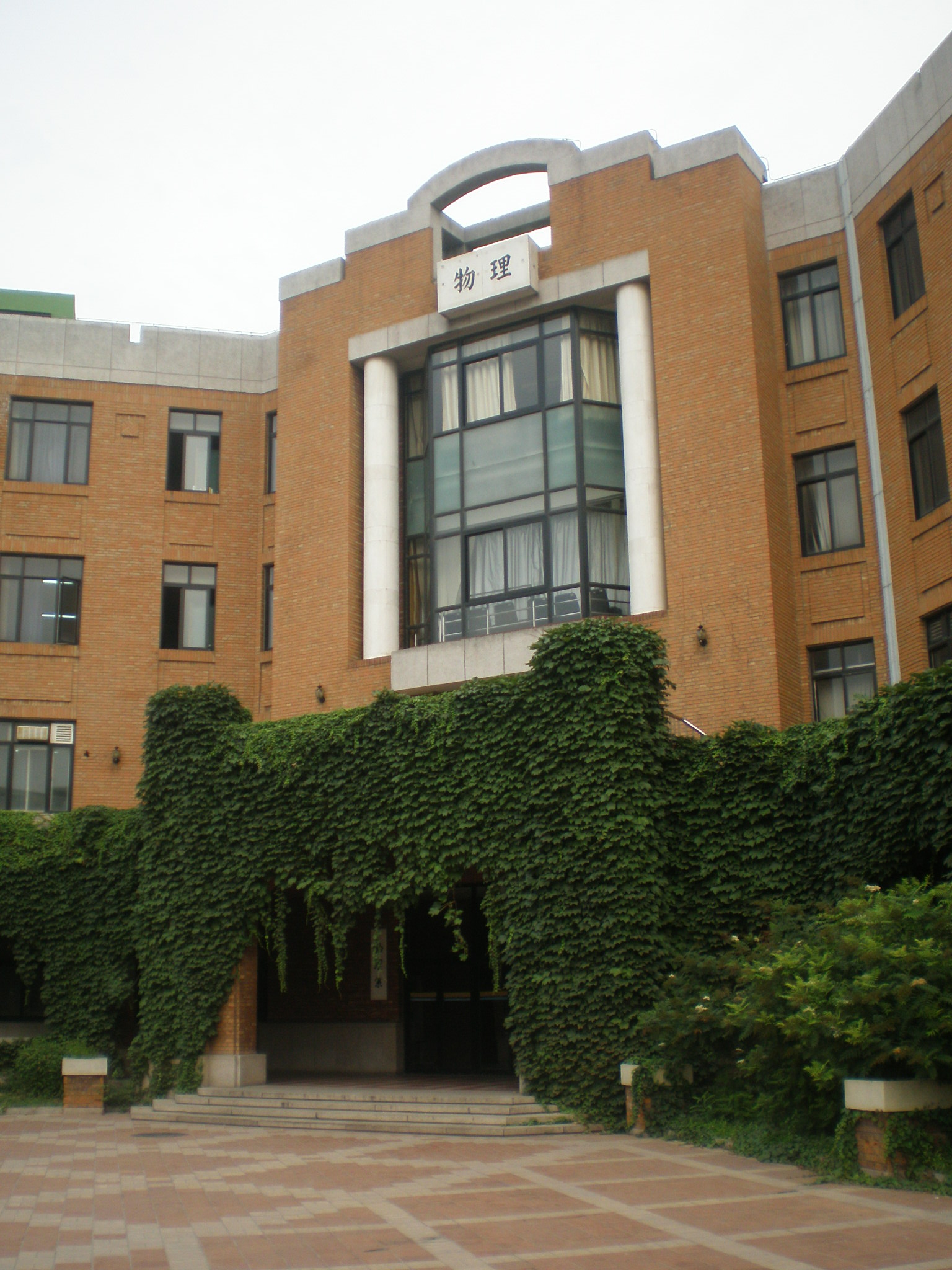
清华大学物理楼

清华大学物理系，是清华大学理学院下属的一个系，是清华大学早期院系之一。

## 历史
清华大学物理系始建于1926年，首任系主任为中国著名教育家、物理学家、中国近代物理学奠基人之一的叶企孙。成立时仅有梅贻琦、叶企孙两位教授，本科生两个年级共7人。至抗战爆发前，先后有吴有训（1928年）、萨本栋（1928年）、周培源（1929年）、余瑞璜（1930年）、赵忠尧（1932年留学结束回到清华）、任之恭（1934年）、霍秉权（1935年）、孟昭英(1937年)等教授。1934年，叶企孙推荐吴有训接任系主任。
从1929到1938年，清华物理系共毕业本科生71人，其中多人成为大师级人物，如核物理学家王淦昌、钱三强，理论物理学家彭桓武、于光远（后成为经济学家）、力学专家林家翘、钱伟长，光学专家王大珩，固体物理学家葛庭燧，气象学家赵九章，地球物理学家傅承义、翁文波、秦馨菱。71人中，中国科学院院士有21人。
1937年抗日战争爆发。清华师生于1937年10月撤到长沙，与北京大学、南开大学组成“国立长沙临时大学”。1938年4月又撤到昆明，改名为“国立西南联合大学”。
西南联大物理系集中三校精华，中国物理学界许多学术造诣很深的知名教授在这里执教：有来自清华的叶企孙、吴有训、周培源、赵忠尧、王竹溪、霍秉权、任之恭和孟昭英；有来自北大的饶毓泰、朱物华、吴大猷、郑华炽、马仕俊；有来自南开的张文裕；还有联大师范学院聘请的许浈阳。从1938年至1946年，西南联大物理系（含清华、北大、南开物理系）共毕业本科生130人。联大期间共有7名物理学研究生毕业，其中毕业于清华研究院的有谢毓章、黄授书、杨振宁、张守廉、应崇福和杨约翰。
1946年5月4日联大结束。联大物理系学生10人选择到北大物理系继续学习，53人到清华物理系继续学习。至1952年院系调整前，物理系教工共46人，其中教授10人，副教授1人，讲师6人，助教17人，技术员3人，职员工人9人。1946－1952年期间，清华大学物理系主任先后由霍秉权、叶企孙、钱三强、王竹溪等担任，孟昭英在王竹溪出国学术休假期间也代理过一年系主任。
1952年秋，中国高等学校经历了一次“院系调整”。中国高校理科与工科分家，文科与工科分家，清华大学变成一所多科性工科大学。清华物理系绝大部分教师和全部学生，和原北京大学、燕京大学物理系以及清华地质地理气象系的气象部分合并成北京大学物理系。清华物理系调入北京大学的师生，为北大物理、乃至全国物理教学和科研继续做出了重大贡献，周培源、王竹溪后来分别成为北京大学正、副校长，叶企孙开创了北大磁学研究。
1952年至文革结束前，清华大学没有专门的物理系，仅有物理教研组教授与工科相关的物理基础课程。1956年建立的工程物理系建立了几个与物理有关的专业，如理论物理专业、核物理专业、材料专业等，中国科学院院士李惕碚、柳百新、沈文庆、顾秉林、朱邦芬等人都是工程物理系文革前培养的学生。
文革后，清华大学工程物理系理论物理、固体物理、核物理等专业开始招收本科学生和研究生，清华大学物理教研组也开始招收研究生。清华大学于1982年6月24日决定在物理教研组和工程物理系理论物理、固体物理、核物理教研组的基础上，恢复物理系。复系时，物理系全系教职工总人数197人。原工程物理系系主任张礼教授担任系主任（1982-1984）。1984年8月，整合组建现代应用物理系。周光召院士兼任系主任（1984-1988），刘乃泉任常务副主任。1985年，清华大学理学院恢复，周光召担任理学院院长。以后熊家炯（1988-1990）、陈皓明（1990-1994）、顾秉林（1994-1999）先后担任清华大学现代应用物理系系主任。1999年现代应用物理系重新更名为物理系，顾秉林（1999-2000）、王青（2000-2003）、朱邦芬（2003-2010）、薛其坤（2010-2013）、陈曦（2013-）先后担任清华大学物理系系主任。